# 威廉·贝利斯
威廉·贝利斯爵士（英語：Sir William Bayliss，1860年5月2日—1924年8月27日），英国生理学家。他以揭示分泌素的作用机理而知名，此外还研究了酶的机理、心电图的原理以及血管的收缩扩张。

## 生平
贝利斯生于斯塔福德郡温斯伯里市。1880年进入伦敦大学学院。1882年成为理学学士，1885年进入牛津大学攻读生理学，1888年获博士学位。后任教于大学学院。1902年与其导师恩斯特·亨利·斯塔林（Ernest Henry Starling）发现了激素作用的原理。1914年出版了《普通生理学原理》一书。晚年的贝利斯还参与了社会主义运动。